# Стенлі (Вісконсин)
Стенлі (англ. Stanley) — місто (англ. city) в США, в округах Чиппева і Кларк штату Вісконсин. Населення — 3804 особи (2020).

## Географія
Стенлі розташоване за координатами 44°57′34″ пн. ш. 90°56′37″ зх. д. / 44.95944° пн. ш. 90.94361° зх. д. (44.959383, -90.943719).  За даними Бюро перепису населення США в 2010 році місто мало площу 11,01 км², з яких 10,83 км² — суходіл та 0,18 км² — водойми.

## Демографія
Згідно з переписом 2010 року, у місті мешкало 3608 осіб у 930 домогосподарствах у складі 532 родин. Густота населення становила 328 осіб/км².  Було 1006 помешкань (91/км²).
Расовий склад населення:
| - 80,4 % — білих - 16,6 % — чорних або афроамериканців - 1,7 % — корінних американців - 0,6 % — азіатів - 0,2 % — вихідців з тихоокеанських островів |

До двох чи більше рас належало 0,3 %. Частка іспаномовних становила 3,1 % від усіх жителів.
За віковим діапазоном населення розподілялося таким чином: 15,1 % — особи молодші 18 років, 72,9 % — особи у віці 18—64 років, 12,0 % — особи у віці 65 років та старші. Медіана віку мешканця становила 37,6 року. На 100 осіб жіночої статі у місті припадало 221,0 чоловіків;  на 100 жінок у віці від 18 років та старших — 259,4 чоловіків також старших 18 років.
Середній дохід на одне домашнє господарство  становив 41 464 долари США (медіана — 32 201), а середній дохід на одну сім'ю — 49 862 долари (медіана — 43 547). Медіана доходів становила 31 250 доларів для чоловіків та 26 522 долари для жінок. За межею бідності перебувало 13,9 % осіб, у тому числі 9,6 % дітей у віці до 18 років та 27,4 % осіб у віці 65 років та старших.
Цивільне працевлаштоване населення становило 949 осіб. Основні галузі зайнятості: освіта, охорона здоров'я та соціальна допомога — 27,7 %, виробництво — 19,9 %, мистецтво, розваги та відпочинок — 11,8 %, будівництво — 9,1 %.